# Grand Prix moto d'Australie 2013
Le  Grand Prix moto d'Australie 2013 est la seizième manche du championnat du monde de vitesse moto 2013. 
La compétition s'est déroulée du 18 au 20 octobre 2013 sur le Circuit de Phillip Island, non loin de la ville de Melbourne, devant plus de 31 500 spectateurs.
C'est la 25e édition du Grand Prix moto d'Australie qui a notamment vu le sacre de Casey Stoner comme étant la vingtième  légende du MotoGP.
À la suite du resurfaçage de la piste, les pneumatiques présentaient un risque de surchauffe et pouvaient donc mettre en danger la sécurité des pilotes. Dès lors, la direction de course a décidé de réduire les distances de course pour les Moto2 et les MotoGP. De plus, pour la catégorie reine, les pilotes devaient impérativement effectuer un arrêt au stand afin de changer de moto avant le dixième tour au maximum.

## Résultats MotoGP
| Pos                        | Num | Pilote           | Moto         | Tours | Temps           | Grille | Points |
| -------------------------- | --- | ---------------- | ------------ | ----- | --------------- | ------ | ------ |
| 1                          | 99  | Jorge Lorenzo    | Yamaha       | 19    | 29 min 07 s 155 | 1      | 25     |
| 2                          | 26  | Dani Pedrosa     | Honda        | 19    | +6 s 936        | 5      | 20     |
| 3                          | 46  | Valentino Rossi  | Yamaha       | 19    | +12 s 344       | 3      | 16     |
| 4                          | 35  | Cal Crutchlow    | Yamaha       | 19    | +12 s 460       | 6      | 13     |
| 5                          | 19  | Alvaro Bautista  | Honda        | 19    | +12 s 513       | 4      | 11     |
| 6                          | 38  | Bradley Smith    | Yamaha       | 19    | +28 s 263       | 7      | 10     |
| 7                          | 69  | Nicky Hayden     | Ducati       | 19    | +32 s 953       | 8      | 9      |
| 8                          | 29  | Andrea Iannone   | Ducati       | 19    | +35 s 062       | 10     | 8      |
| 9                          | 4   | Andrea Dovizioso | Ducati       | 19    | +35 s 104       | 9      | 7      |
| 10                         | 14  | Randy de Puniet  | ART          | 19    | +37 s 426       | 12     | 6      |
| 11                         | 41  | Aleix Espargaro  | ART          | 19    | +46 s 099       | 13     | 5      |
| 12                         | 5   | Colin Edwards    | FTR Kawasaki | 19    | +48 s 149       | 11     | 4      |
| 13                         | 68  | Yonny Hernandez  | Ducati       | 19    | +49 s 911       | 15     | 3      |
| 14                         | 8   | Hector Barbera   | FTR          | 19    | +49 s 998       | 19     | 2      |
| 15                         | 9   | Danilo Petrucci  | Ioda-Suter   | 19    | +58 s 718       | 17     | 1      |
| 16                         | 23  | Luca Scassa      | ART          | 19    | +58 s 791       | 20     |        |
| 17                         | 71  | Claudio Corti    | FTR Kawasaki | 19    | +1 min 08 s 105 | 14     |        |
| 18                         | 70  | Michael Laverty  | ART          | 19    | +1 min 27 s 230 | 18     |        |
| 19                         | 52  | Lukas Pesek      | Ioda-Suter   | 19    | +1 min 31 s 093 | 22     |        |
| 20                         | 7   | Hiroshi Aoyama   | FTR          | 18    | +1 Tour         | 16     |        |
| 21                         | 50  | Damian Cudlin    | PBM          | 17    | +2 Tours        | 23     |        |
| Dis.                       | 67  | Bryan Staring    | FTR Honda    |       | Disqualifié     | 21     |        |
| Dis.                       | 93  | Marc Márquez     | Honda        |       | Disqualifié     | 2      |        |
| Résultats Officiels MotoGP |     |                  |              |       |                 |        |        |

- Les pilotes de la catégorie avaient l'obligation de passer par les stands pour changer de machine. Ce changement devait avoir lieu entre le premier et le dixième tour maximum. Or Marc Márquez et Bryan Staring ne l'ayant pas effectué, ils ont été disqualifiés.

| Pos | Num | Pilote          | Pts au championnat | Écart   |
| --- | --- | --------------- | ------------------ | ------- |
| 1   | 93  | Marc Márquez    | 298 pts            |         |
| 2   | 99  | Jorge Lorenzo   | 280 pts            | -18 pts |
| 3   | 26  | Dani Pedrosa    | 264 pts            | -34 pts |
| 4   | 46  | Valentino Rossi | 214 pts            | -84 pts |

## Résultats Moto2
| Pos                       | Num | Pilote              | Moto     | Tours | Temps           | Grille | Points |
| ------------------------- | --- | ------------------- | -------- | ----- | --------------- | ------ | ------ |
| 1                         | 40  | Pol Espargaro       | Kalex    | 13    | 20 min 19 s 219 | 1      | 25     |
| 2                         | 12  | Thomas Luthi        | Suter    | 13    | +0 s 591        | 5      | 20     |
| 3                         | 81  | Jordi Torres        | Suter    | 13    | +0 s 679        | 3      | 16     |
| 4                         | 3   | Simone Corsi        | Speed Up | 13    | +0 s 893        | 13     | 13     |
| 5                         | 15  | Alex De Angelis     | Speed Up | 13    | +1 s 111        | 4      | 11     |
| 6                         | 77  | Dominique Aegerter  | Suter    | 13    | +3 s 073        | 12     | 10     |
| 7                         | 36  | Mika Kallio         | Kalex    | 13    | +3 s 234        | 6      | 9      |
| 8                         | 80  | Esteve Rabat        | Kalex    | 13    | +3 s 655        | 2      | 8      |
| 9                         | 18  | Nicolas Terol       | Suter    | 13    | +10 s 182       | 8      | 7      |
| 10                        | 95  | Anthony West        | Speed Up | 13    | +18 s 083       | 19     | 6      |
| 11                        | 11  | Sandro Cortese      | Kalex    | 13    | +18 s 317       | 7      | 5      |
| 12                        | 88  | Ricard Cardus       | Speed Up | 13    | +19 s 415       | 20     | 4      |
| 13                        | 52  | Danny Kent          | Tech 3   | 13    | +32 s 194       | 21     | 3      |
| 14                        | 8   | Gino Rea            | Speed Up | 13    | +32 s 835       | 22     | 2      |
| 15                        | 7   | Doni Tata Pradita   | Suter    | 13    | +35 s 588       | 24     | 1      |
| 16                        | 54  | Mattia Pasini       | Speed Up | 13    | +36 s 183       | 9      |        |
| 17                        | 31  | Kohta Nozane        | Motobi   | 13    | +36 s 542       | 27     |        |
| 18                        | 44  | Steven Odendaal     | Speed Up | 13    | +36 s 913       | 26     |        |
| 19                        | 25  | Azlan Shah          | Moriwaki | 13    | +37 s 099       | 28     |        |
| 20                        | 97  | Rafid Topan Sucipto | Speed Up | 13    | +37 s 426       | 23     |        |
| 21                        | 23  | Marcel Schrotter    | Kalex    | 13    | +41 s 817       | 17     |        |
| 22                        | 30  | Takaaki Nakagami    | Kalex    | 13    | +41 s 933       | 14     |        |
| 23                        | 34  | Ezequiel Iturrioz   | Kalex    | 13    | +47 s 089       | 29     |        |
| 24                        | 49  | Axel Pons           | Kalex    | 13    | +1 min 30 s 731 | 16     |        |
| NC                        | 92  | Alex Marinelarena   | Kalex    | 6     | Abandon         | 25     |        |
| NC                        | 96  | Louis Rossi         | Tech 3   | 8     | Chute           | 18     |        |
| NC                        | 19  | Xavier Simeon       | Kalex    | 9     | Abandon         | 10     |        |
| NC                        | 5   | Johann Zarco        | Suter    | 10    | Chute           | 11     |        |
| NC                        | 60  | Julián Simón        | Kalex    | 11    | Abandon         | 15     |        |
| Résultats Officiels Moto2 |     |                     |          |       |                 |        |        |

- Scott Redding était forfait lors de cette épreuve à la suite de sa chute lors des qualifications entraînant une fracture du poignet gauche.

| Pos | Num | Pilote        | Pts au championnat | Écart   |
| --- | --- | ------------- | ------------------ | ------- |
| 1   | 40  | Pol Espargaro | 240 pts            |         |
| 2   | 45  | Scott Redding | 224 pts            | -16 pts |
| 3   | 80  | Esteve Rabat  | 204 pts            | -36 pts |
| 4   | 36  | Mika Kallio   | 165                | -75 pts |

## Résultats Moto3
| Pos                       | Num | Pilote                 | Moto      | Tours | Temps           | Grille | Points |
| ------------------------- | --- | ---------------------- | --------- | ----- | --------------- | ------ | ------ |
| 1                         | 42  | Alex Rins              | KTM       | 23    | 37 min 40 s 375 | 5      | 25     |
| 2                         | 25  | Maverick Viñales       | KTM       | 23    | +0 s 003        | 4      | 20     |
| 3                         | 39  | Luis Salom             | KTM       | 23    | +0 s 178        | 1      | 16     |
| 4                         | 12  | Álex Márquez           | KTM       | 23    | +0 s 502        | 13     | 13     |
| 5                         | 8   | Jack Miller            | FTR Honda | 23    | +0 s 601        | 10     | 11     |
| 6                         | 94  | Jonas Folger           | Kalex KTM | 23    | +1 s 077        | 2      | 10     |
| 7                         | 7   | Efrén Vázquez          | Mahindra  | 23    | +1 s 104        | 3      | 9      |
| 8                         | 23  | Niccolò Antonelli      | FTR Honda | 23    | +2 s 267        | 12     | 8      |
| 9                         | 31  | Niklas Ajo             | KTM       | 23    | +15 s 074       | 21     | 6      |
| 10                        | 10  | Alexis Masbou          | FTR Honda | 23    | +15 s 960       | 11     | 6      |
| 11                        | 63  | Zulfahmi Khairuddin    | KTM       | 23    | +15 s 974       | 9      | 5      |
| 12                        | 84  | Jakub Kornfeil         | Kalex KTM | 23    | +16 s 105       | 14     | 4      |
| 13                        | 32  | Isaac Viñales          | FTR Honda | 23    | +16 s 311       | 6      | 3      |
| 14                        | 5   | Romano Fenati          | FTR Honda | 23    | +16 s 532       | 17     | 2      |
| 15                        | 41  | Brad Binder            | Mahindra  | 23    | +16 s 629       | 15     | 1      |
| 16                        | 61  | Arthur Sissis          | KTM       | 23    | +16 s 665       | 16     |        |
| 17                        | 17  | John McPhee            | FTR Honda | 23    | +16 s 898       | 19     |        |
| 18                        | 11  | Livio Loi              | Kalex KTM | 23    | +17 s 353       | 23     |        |
| 19                        | 22  | Ana Carrasco           | KTM       | 23    | +19 s 042       | 7      |        |
| 20                        | 53  | Jasper Iwema           | Kalex KTM | 23    | +36 s 382       | 24     |        |
| 21                        | 57  | Eric Granado           | Kalex KTM | 23    | +43 s 184       | 25     |        |
| 22                        | 43  | Luca Grünwald          | Kalex KTM | 23    | +43 s 193       | 26     |        |
| 23                        | 9   | Toni Finsterbusch      | Kalex KTM | 23    | +43 s 210       | 28     |        |
| 24                        | 77  | Lorenzo Baldassarri    | FTR Honda | 23    | +43 s 350       | 27     |        |
| 25                        | 89  | Alan Techer            | TSR Honda | 23    | +43 s 357       | 18     |        |
| 26                        | 44  | Miguel Oliveira        | Mahindra  | 23    | +44 s 482       | 8      |        |
| 27                        | 58  | Juan Francisco Guevara | TSR Honda | 23    | +59 s 576       | 30     |        |
| 28                        | 21  | Luca Amato             | Mahindra  | 23    | +1 min 08 s 240 | 29     |        |
| 29                        | 80  | Hafiq Azmi             | FTR Honda | 23    | +1 min 33 s 737 | 32     |        |
| 30                        | 75  | Lachlan Kavney         | Bullet    | 22    | +1 Tour         | 33     |        |
| Ab.                       | 29  | Hyuga Watanabe         | FTR Honda | 10    | Accident        | 31     |        |
| Ab.                       | 4   | Francesco Bagnaia      | FTR Honda | 7     | Abandon         | 22     |        |
| NC                        | 65  | Philipp Öttl           | Kalex KTM |       | Pas au départ   | 20     |        |
| NC                        | 3   | Matteo Ferrari         | FTR Honda |       | Blessé          |        |        |
| NC                        | 47  | Callum Barker          | Honda     |       | Pas qualifié    |        |        |
| Résultats Officiels Moto3 |     |                        |           |       |                 |        |        |